# John J. Maher
John Joseph Maher III (* 25. März 1948 in Atlanta, Georgia) ist ein ehemaliger US-amerikanischer Generalmajor der United States Army, der aus disziplinarischen Gründen zum Oberst degradiert wurde. Er war unter anderem Kommandeur der 25. Infanteriedivision.
Im Jahr 1970 gelangte John Maher in das Offizierskorps des US-Heeres. In der Armee durchlief er anschließend alle Offiziersränge vom Leutnant bis zum Zwei-Sterne-General. Im Lauf seiner militärischen Karriere absolvierte er verschiedene Kurse und Schulungen. Dazu gehörten unter anderem das Command and General Staff College und das United States Army War College. Außerdem erhielt er einen akademischen Grad von der Central Michigan University.
In seinen jüngeren Jahren absolvierte er den für Offiziere in den niederen Rangstufen üblichen Dienst in verschiedenen Einheiten und Standorten. Dazu gehörten auch Aufgaben als Stabsoffizier in verschiedenen Hauptquartieren. In den frühen 1980er Jahren war er in Alaska und Georgia stationiert, wo er Aufgaben als Stabsoffizier wahrnahm. Von 1985 bis 1987 war er in Fort Campbell Kommandeur des 2. Bataillons des 327. Infanterieregiments, das der 101. Luftlandedivision unterstand. Nach einer kurzen Zeit als Stabsoffizier beim 1st Special Operations Command wurde er in Fort Lewis im Bundesstaat Washington Kommandeur des zweiten Bataillons des 75. Rangerregiments. Diesen Posten bekleidete er von 1987 bis 1989.
Anschließend wurde er nach Fort Benning in Georgia versetzt, wo er dem Stab der dortigen Infantry School angehörte. In den Jahren 1990 bis 1992 kommandierte er dort die Ranger Training Brigade. Danach kehrt er nach Fort Lewis zurück, wo er in den Jahren 1992 und 1993 die Stabsabteilung G3 (Operationen) beim I. Korps leitete. Als Nächstes folgte eine Versetzung nach Fort Stewart in Georgia zum Stab der 24. Infanteriedivision, wo er bis 1994 ebenfalls die Stabsabteilung G3 leitete.
Daran schloss sich eine erneute Versetzung nach Fort Benning an, wo er bis 1995 stellvertretender Kommandeur des Army Infantry Centers war. Von 1995 bis 1997 war John Maher in Hawaii stationiert. Dort kommandierte er in diesen Jahren die 25. Infanteriedivision. Danach wurde er zum Pentagon versetzt, wo er dem Stab der Joint Chiefs of Staff angehörte. Dort war er bis 1999 stellvertretender Leiter der Stabsabteilung für Operationen.
Damals wurden gegen Maher Vorwürfe von sexuellen Übergriffen seinerseits laut. Es folgte eine Untersuchung, wobei es sich herausstellte, dass es in den Jahren 1992 bis 1998 zu solchen Vorfällen gekommen war. Als Ergebnis wurde Maher um zwei Ränge vom Generalmajor zum Oberst zurückgestuft und in den Ruhestand verabschiedet. Das bedeutete auch eine beträchtliche Kürzung seiner Pension.